# Onulfus

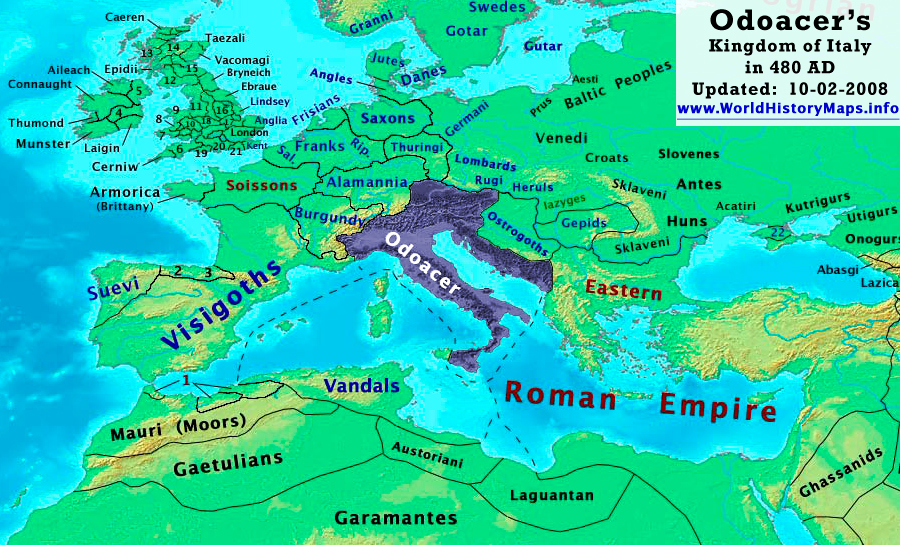
Królestwo Odacera.

Onulfus lub Onoulf (V wiek) – naczelnik wojsk bizantyjskich w Ilirii.
Był synem Edekona i rodzonym bratem Odoakra. Do roku 469/70 źródła nie wspominają o Onulfusie. Po raz pierwszy pojawia się w źródłach przy okazji opisu walk pomiędzy plemionami Skirów i Ostrogotów. Onulfus wraz ze swoim ojcem był wówczas jednym z przywódców Skirów i członkiem koalicji antygockiej. 
Po klęsce nad rzeką Bolia i rozbiciu koalicji Onulfus przybył do Konstantynopola, gdzie szybko zdobył wysoką pozycję na dworze cesarskim. Za sprawą swojego protektora, Harmatiosa, otrzymał m.in. tytuł magister militum per lllyricum w przeciągu 5–6 lat od przybycia do Konstantynopola. 
Z końcem 476 lub początkiem 477 r. n.e. Onulfus zabił Harmatiosa z rozkazu cesarza Zenona i poduszczenia Flawiusza Illusa. Wkrótce potem, najpewniej w wyniku intryg dworskich bądź w obawie przed zemstą stronników Harmatiosa, przeniósł się do Italii. Dokładna data podróży do Italii nie jest znana, jednak w 486 r. źródła poświadczają udział Onulfusa w walkach prowadzonych przez jego brata, Odoakra w Noricum.
W 487 r. Onulfus został wysłany przez brata do walki z plemieniem Rugiów, które bardzo szybko zostało przez niego pokonane. Później jednak, ze względu na niezdolność do skutecznej obrony Noricum przed Germanami, Odoaker podjął decyzję o ewakuacji prowincji, której wykonanie powierzył Onulfusowi.
Po podbiciu Italii przez Ostrogotów i zabiciu Odoakra w 493, Onulfus, próbując schronić się w kościele w Rawennie, został znaleziony i zabity przez gockich łuczników.